# Eckhoffplatz

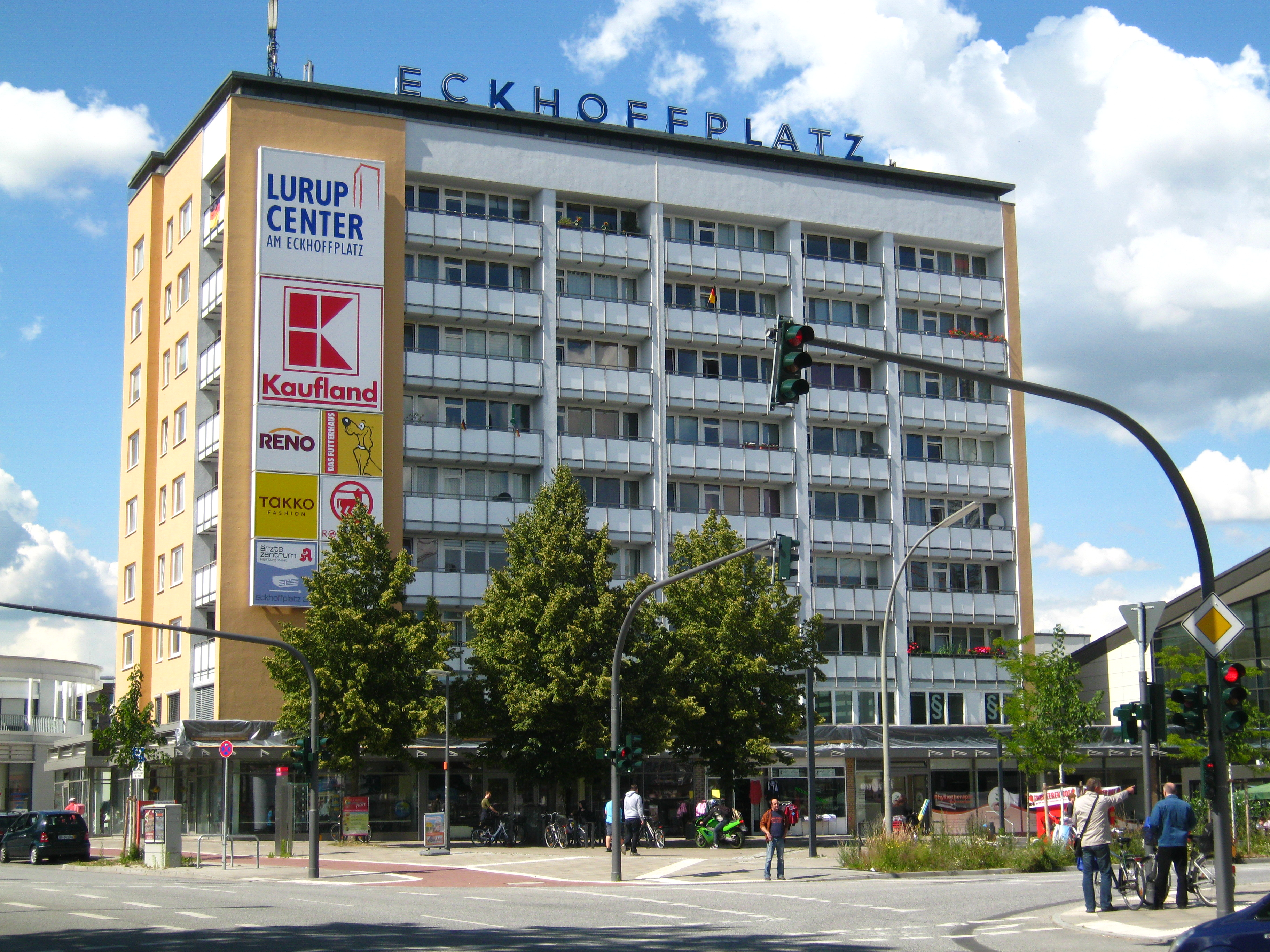
Der Eckhoffplatz im Jahr 2014, ganz rechts der Eingang zum Lurup Center

Der Eckhoffplatz ist der zentrale Platz des Stadtteils Hamburg-Lurup. Dort befindet sich seit den 1950er-Jahren ein Geschäftszentrum, das bis 2012 zum Einkaufszentrum Lurup Center umgebaut wurde.

## Name und Geschichte
Der Eckhoffplatz ist nach dem Vogt Eckhoff benannt, dem das Dorf Lurup bis 1927 unterstand. Es gehörte zum Kreis Pinneberg in Schleswig-Holstein. 1927 wurde Lurup im Rahmen des Unterelbegesetzes, auch Groß-Altona-Gesetz genannt, an Altona angegliedert und wurde nun vom Altonaer Bürgermeister Max Brauer regiert. 1937 wiederum wurde Altona im Rahmen des Groß-Hamburg-Gesetzes nach Hamburg eingemeindet, und Lurup wurde Hamburger Stadtteil. Um doppelte Straßennamen zu vermeiden, wurden viele Straßen auch in Lurup umbenannt, etwa die nahe Eckhoffstraße in Jevenstedter Straße.
Bis 1932 befand sich am direkt am Eckhoffplatz mit der Adresse Luruper Hauptstraße 132 die Luruper Dorfschule, deren reetgedecktes, denkmalgeschütztes Gebäude noch heute an der Südseite des Platzes steht. Nach dem Zweiten Weltkrieg wurde der Eckhoffplatz zu einem Geschäftszentrum umgebaut, das auch ein Hochhaus umfasste. Dieses steht noch, wohingegen die vormaligen Flachbauten der Ladenzeilen – hier befand sich auch eine Bücherhalle – bis 2012 zum Lurup Center umgebaut wurden. Nahebei befindet sich seit dieser Zeit auch der neu angelegte Böverstpark, der als Naherholungsgebiet und Veranstaltungsort dient.
Auf dem Platz stand bis zu ihrem Diebstahl 2019 die denkmalgeschützte Skulptur Reifenspieler von Henrik Böhlig aus dem Jahr 1962. Es wird davon ausgegangen, dass sie eingeschmolzen wurde.

## Nutzung
Auch auf dem Eckhoffplatz selbst finden bisweilen Veranstaltungen statt. Zudem findet hier jeweils am Donnerstagvormittag ein Wochenmarkt statt, der eine wichtige soziale Funktion für den Stadtteil und darüber hinaus erfüllt. Im Lurup Center mit 15.000 Quadratmetern Fläche finden sich zudem gastronomische Angebote und weitere Verweilmöglichkeiten. Er verfügt auch über ein angebautes Parkhaus.